# Flugunfall der Atlantic Southeast Airlines in Brasilien 1986
Der Flugunfall der Atlantic Southeast Airlines in Brasilien 1986 ereignete sich am 19. September 1986. An diesem Tag verunfallte eine Embraer EMB 120RT Brasília der Atlantic Southeast Airlines (ASA), die kurz zuvor vom Werk von Embraer in São José dos Campos zu einem Überführungsflug zur Unternehmenszentrale der ASA in Atlanta gestartet war. Das Flugzeug wurde bei dem Unfall völlig zerstört, außerdem starben alle fünf Insassen. Es handelte sich um den ersten tödlichen Flugunfall einer Embraer EMB 120.

## Maschine
Das betroffene Flugzeug war eine im Jahr 1986 gebaute Embraer EMB 120RT Brasília mit der Werknummer 120019, die zunächst mit dem Luftfahrzeugkennzeichen PT-SIO auf den Hersteller zugelassen wurde. Der Erstflug der Maschine erfolgte am 15. September  1986. Am 19. September 1986, dem Tag des Überführungsfluges, wurde die Maschine mit dem Kennzeichen N219AS auf die Atlantic Southeast Airlines registriert. Das zweimotorige Kurzstreckenflugzeug war mit einer Druckkabine und zwei Turboproptriebwerken vom Typ Pratt & Whitney PW118A ausgerüstet. Bis zum Zeitpunkt des Unfalls hatte die Maschine eine Gesamtbetriebsleistung von 12 Betriebsstunden absolviert.

## Insassen
An Bord der Maschine befanden sich fünf Insassen. Die zweiköpfige Besatzung bestand aus einem Flugkapitän und einem Ersten Offizier. Die übrigen drei Insassen waren als Passagiere an Bord.

## Unfallhergang
Beim Abflug von São José dos Campos (SJC) erhielten die Piloten die Anweisung, einem Kurs von 010 Grad zu folgen. Die Piloten sollten das Drehfunkfeuer von SJC in einer Höhe von 5.000 Fuß überfliegen. Einige Augenblicke nach dem Abheben wies die Flugsicherung in São José dos Campos die Piloten an, auf Flugfläche 280 zu steigen und den Kurs von 352 Grad des Drehfunkfeuers von São José dos Campos zu halten. Die Piloten leisteten der Anweisung keine Folge, sondern behielten die Flughöhe von 5.000 Fuß bei, was von der Bezirkskontrollstelle von Brasília unbemerkt blieb. Bei schlechter Sicht aufgrund tiefhängender Wolken wurde die Embraer gegen die Flanke eines der Mantiqueira-Hügelkette zugehörigen, wolkenverhüllten Berges geflogen. Der Aufprall ereignete sich in 5.000 Fuß Höhe, die Unfallstelle befand sich 700 Fuß unterhalb des Gipfels. Bei dem Aufprall wurde die Maschine völlig zerstört, alle fünf Insassen starben.

## Ursache
Im Rahmen der Unfalluntersuchung wurde festgestellt, dass die Piloten den Flug nicht ordentlich geplant hatten, obwohl sich am Flughafen São José dos Campos ein Raum des Flugberatungsdienstes befand, in dem alle für die Flugplanung erforderlichen Informationen verfügbar gewesen wären. Der Umstand, dass eine Flughöhe von 5.000 Fuß zu lange beibehalten wurde und somit der Sicherheitsflughöhe in dem Gebiet nicht Sorge getragen wurde, stützte diese These ebenso, wie Diskrepanzen im Flugplan. Die Besatzung habe nicht korrekt auf die Anweisungen der Flugsicherung in São José dos Campos reagiert, ferner sahen die Ermittler starke Indizien dafür, dass der Flug unter Instrumentenflugbedingungen durchgeführt wurde. Es habe ferner keine klare Regelung hinsichtlich der Übergabe der Verantwortlichkeiten von der Flugsicherung in São José dos Campos an die Bezirkskontrollstelle von Brasília gegeben, außerdem habe die Flugsicherung in São José dos Campos nicht um eine Bestätigung des Erhalts der versendeten Funksprüche gebeten.